# Cerro de las Papas
Cerro de las Papas är en ort i Mexiko.   Den ligger i kommunen Mezquital och delstaten Durango, i den centrala delen av landet, 700 km nordväst om huvudstaden Mexico City. Cerro de las Papas ligger 2 622 meter över havet och antalet invånare är 184.
Terrängen runt Cerro de las Papas är kuperad söderut, men norrut är den bergig. Cerro de las Papas ligger uppe på en höjd. Runt Cerro de las Papas är det mycket glesbefolkat, med 3 invånare per kvadratkilometer. Närmaste större samhälle är Santa María de Ocotán, 13,5 km söder om Cerro de las Papas. I omgivningarna runt Cerro de las Papas växer huvudsakligen savannskog.